# August Loth
August Karl Loth (* 12. Juni 1869 in Warschau; † 9. Januar 1944 in Warschau) war ein lutherischer Theologe und als Superintendent und Seniorpfarrer geistliches Oberhaupt der Diözese Warschau der Evangelisch-Augsburgischen Kirche in Polen.

## Leben

### Herkunft und Familie
Seine Eltern waren Heinrich August Loth, Kassierer bei Baron L. Kronenberg, und Anna Amalie Korczki.
August Loth war in erster Ehe mit Franziska Sophie Eberlein, in zweiter Ehe mit Wanda Gerlach verheiratet und hatte sechs Kinder.

### Werdegang
Loth studierte an der Kaiserlichen Universität Dorpat von 1888 bis 1892 Theologie. Seine Ordination zum Geistlichen Amt erfolgte am 27. November 1892.
Nach seiner Vikariatszeit war August Loth Pfarrer in Grodziec (1894–1898) in der Diözese Kalisch  und in Rawa (1898–1899) in der Diözese Warschau, wechselte dann als Diakonus nach Warschau. Hier übernahm er von 1910 bis 1921 die zweite, von 1921 bis 1944 die erste Pfarrstelle.
Im Jahre 1923 erhielt Loth die Ernennung zum Konsistorialrat und wurde Superintendent, zwischen 1937 und 1939 auch Senior, der Warschauer Diözese der Evangelisch-Augsburgischen Kirche in Polen.